# فرودگاه محلی ساوثوست مینه‌سوتا
فرودگاه محلی ساوثوست مینه‌سوتا (به انگلیسی: Southwest Minnesota Regional Airport) یک فرودگاه همگانی با کد یاتا MML است که یک باند فرود آسفالت دارد و طول باند آن ۲۲۰۱ متر است. این فرودگاه در کشور ایالات متحده آمریکا قرار دارد و در ارتفاع ۳۵۹٫۷ متری از سطح دریا واقع شده است.